# Потез 26
Потез 26 (фр. Potez 26) је ловачки авион направљен у Француској. Авион је први пут полетео 1924. године. 

Направљен је само један прототип. Од серијске производње се одустало пошто је авион имао сличне летне особине као и авиони који су већ били у наоружању.
Највећа брзина у хоризонталном лету је износила 250 km/h. Размах крила је био 12,00 метара а дужина 8,00 метара. Био је наоружан са 2 митраљеза калибра 7,7 милиметара.

## Наоружање
| Наоружање авиона: Потез 26     |     |
| Ватрено (стрељачко) наоружање  |     |
| Топ                            |     |
| Митраљез                       |     |
| Број и ознака митраљеза        | 2   |
| Калибар                        | 7,7 |
| Бомбардерско наоружање (бомбе) |     |
| Ракетно наоружање (ракете)     |     |